# Westratia pachygaster
Westratia pachygaster  (лат.) — ископаемый вид перепончатокрылых наездников рода Westratia из семейства Praeaulacidae. Один из древнейших представителей паразитических перепончатокрылых. Обнаружен в меловых ископаемых отпечатках (Хутэл-Хара, Восточно-Гобийский аймак, Монголия, меловой период, Tsagantsab Formation, барремский ярус, около 125 млн лет).

## Описание
Мелкие перепончатокрылые наездники. Длина тела около 3,1 мм. Длина переднего крыла 2,8 мм. Переднее крыло с основанием жилки RS удалённом от птеростигмы. Базальная ячейка заднего крыла замкнутая. Бёдра тонкие Среднеспинка ребристая, основание ячейки 1-mcu широкое. Брюшко широкое, мешковидное.
Вид Westratia pachygaster был впервые описан по отпечаткам в 1990 году советским и российским палеоэнтомологом Александром Павловичем Расницыным (ПИН РАН, Москва). Включён в состав отдельного рода Westratia Jell and Duncan, 1986.